# Robert de Visée
Robert De Visée (La Flèche, 1652 – Parigi, 1730) è stato un liutista, chitarrista, gambista tiorbista francese alla corte di Luigi XIV, nonché cantante e compositore per liuto, tiorba e chitarra.
Compare tra i protagonisti del romanzo Imprimatur.

## Biografia
Battezzato il 16 ottobre 1652 a La Flèche, Robert de Visée era il primo figlio di Robert Visée, suonatore di strumenti e violini, e di Françoise Pingault. Entrambi i genitori morirono nel 1662. Qualche anno dopo, Robert de Visée si trasferì a Parigi e sposò Catherine Servant il 29 ottobre 1673. Da questo matrimonio nacquero almeno tre figli: un figlio (Jean)-François (nato intorno al 1674 e morto il 3 febbraio 1747), che divenne musicista, e delle figlie, menzionate nella Plainte ou Tombeau de Mesdemoiselles de Visée (copiata nel manoscritto Vaudry de Saizenay).
Poco si sa della formazione di Robert de Visée: talvolta viene presentato come allievo dell'italiano Francesco Corbetta, al quale Robert de Visée dedicò un tombeau pubblicato nel suo primo libro di pezzi per chitarra nel 1682, un anno dopo la sua morte, ma nessuna fonte documenta questa ipotesi e Robert de Visée compose tombeaux anche in omaggio ad altri musicisti (Jacques Gallot, Charles Mouton e Pierre Dubut in particolare). Nel 1680 iniziò a suonare in formazioni da camera alla corte di Luigi XIV. È anche menzionato, nel 1709, come chantre ordinaire de la Musique de la chambre (che suona la tiorba), e nel 1719 fu nominato maestro di chitarra del re Luigi XV.
Secondo quanto riportato da Jean Rousseau, a corte suonava anche la viola da gamba.

## Opere
De Visée ha scritto due libri di musica per chitarra che contengono dodici suite in tutto: Livre de guitare dédié au roy (Parigi, 1682) e Livre de piéces pour la guitare (Parigi, 1686). Importante anche la collezione di pezzi per tiorba e liuto Pièces de théorbe et de luth (Parigi, 1716), adatti ad essere suonati anche in complessi da camera. Nei manoscritti si trovano anche altre composizioni per tiorba e liuto (specialmente nel manoscritto Saizenay). Rebours 2000
L'indice completo delle composizioni per chitarra di Robert De Visée comprende:
Livre de Guitarre, dedie au Roy (1682)
- Suite № 1 in LA Minore

Prelude Allemande Courante Sarabande Gigue Passacaille Gavotte Gavotte Bourrée
- Suite № 2 in LA Maggiore

Allemande Courante Sarabande
- Suite № 3 in Re Minore

Prelude Allemande Courante Courante Sarabande Sarabande Gigue Passacaille Gavotte Gavotte Menuet Rondeau Bourrée
- Suite № 4 in Sol Minore

Prelude Allemande Courante Double de la Courante Sarabande Gigue Menuet Gavotte
- Suite № 5 in Sol Maggiore

Sarabande Sarabande Gigue
- Suite № 6 in Do Minore

Prelude Tombeau de Mr. Francisque Corbet Courante Sarabande Sarabande en Rondeau Gavotte
- Suite № 7 in Do Maggiore

Prelude Allemande Courante Sarabande Gigue, a la Maniere Angloise Gavotte Menuet
- Chacone (Fa MAggiore)

- Suite № 8 in Sol MAggiore

Prelude (Accord Nouveau) Allemande Courante Sarabande Gigue Sarabande Chacone Gavotte Menuet Bourrée
Livre de Pieces pour la Guitarre (1686) 
- Suite № 9 in Re Minore

Prelude Allemande Courante Sarabande Gigue Gavotte Bourrée Menuet Passacaille Menuet
- Suite № 10 in Sol Minore

Prelude Allemande Courante Sarabande Gigue Menuet Chacone Gavotte Bourrée Menuet
- Sarabande (La Minore)

- Gigue (La Minore)

- Sarabande (La Maggiore)

- Menuet (La MAggiore)

- Suite № 11 in Si Minore

Prelude Allemande Sarabande Gigue Passacaille
- Suite № 12 in Mi Minore

Sarabande Menuet Passacaille
- Menuet (Do Maggiore)

Manoscritti:
- Pieces in La Minore

Prelude Allemande Villanelle (& Contrepartie)
- Pieces in La Maggiore

Prelude Rondeau
- Pieces in Do MAggiore

Courante Gigue
- Pieces in Re Minore

Allemande “La Royalle” Sarabande Masquerade Gigue Gavotte Chacone
- Pieces in Re Maggiore

Sarabande Gavotte Chacone Gavotte Rondeau (& Contrepartie)
- Pieces in Sol Minore

Prelude Allemande Sarabande Gavotte Gavotte en Rondeau Ouverture de la Grotte De Versaille (de Lully) Entrée d'Appollon (de Lully)
- Pieces in Sol Maggiore

Allemande Courante Sarabande Gigue Gigue Musette (Rondeau)